# Gisela Håkansson
Gisela Håkansson, född 21 juli  1948 i Lund, är en svensk språkvetare och professor emerita i allmän språkvetenskap vid Lunds universitet. Hon är dotter till religionssociologen Berndt Gustafsson.
Gisela Håkansson disputerade 1987 på avhandlingen Teacher Talk. Sedan dess har hon bedrivit forskning om språkinlärning ur olika perspektiv, bland annat språkutveckling hos enspråkiga och flerspråkiga barn, barn med språkstörningar, vuxnas andraspråksinlärning, samt jämförelser mellan människors och djurs kommunikativa utveckling.

## Verk i urval
- Språkinlärning hos barn (1998)
- Tvåspråkighet hos barn i Sverige (2003)
- Språkinlärning och språkanvändning (tillsammans med Catrin Norrby 2010)
- Communication in Humans and Other Animals (tillsammans med Jennie Westander 2013)

## Priser och utmärkelser
- Lunds universitets pedagogiska pris 1989
- Einar Hansens hederspris 2013